# Rådet för Europeiska socialfonden i Sverige
Rådet för Europeiska socialfonden i Sverige (ESF-rådet) är en svensk statlig förvaltningsmyndighet, som arbetar på uppdrag från Arbetsmarknadsdepartementet och Socialdepartementet. ESF-rådet förvaltar två fonder Fonden för de som har det sämst ställt (FEAD) och Europeiska socialfonden i Sverige. Verksamheten spänner över flera politikområden, främst arbetsmarknads-, social-, utbildnings-, närings- och integrationspolitik.
Svenska ESF-rådet har funnits som myndighet sedan år 2000.

## Generaldirektörer
- 1 oktober 2007-31 januari 2015: Åsa Lindh
- 1 februari 2015-30 november 2015: Håkan Forsberg (t.f.)
- 1 december 2015-2021: Lars Lööw[1]
- 18 mars 2021-: Håkan Forsberg [2]